# When a Man Loves a Woman
When a Man Loves a Woman è una canzone registrata da Percy Sledge nel 1966.

## La versione originale di Percy Sledge
Il singolo arrivò alla posizione numero uno sia della Billboard Hot 100 per due settimane che della R&B singles charts ed alla numero dieci in Olanda ed è stata posizionata alla posizione 54 della lista delle 500 migliori canzoni secondo Rolling Stone. 
La canzone fu anche un notevole successo nel Regno Unito, dove arrivò alla quarta posizione nel 1966, e alla seconda nel 1987, dopo essere stata utilizzata in una campagna pubblicitaria della Levi's.
La composizione della canzone è accreditata a Calvin Lewis e Andrew Wright. Tuttavia, fu in realtà scritta dallo stesso Percy Sledge, che però preferì dare i copyright del brano a Lewis e Wright.

### Musicisti
Gli strumentisti per la registrazione del brano furono:
- Spooner Oldham: organo
- Marlin Greene: chitarra
- Albert "Junior" Lowe: basso
- Roger Hawkins: batteria
- Calvin Lewis e Andrew Wright: basso e tastiere

## Cover di Michael Bolton
Nel 1991 Michael Bolton registrò una cover del brano, che arrivò alla posizione numero uno sia della Billboard Hot 100 che della Hot Adult Contemporary Tracks, facendo guadagnare a Bolton un Grammy Award per la Miglior interpretazione vocale maschile nel 1992.

### Tracce
CD-Single
1. When A Man Loves A Woman - 3:52
2. Save Me - 4:22
3. Love Is A Wonderful Thing (The Extended Mix) - 5:29

7" Single
1. When A Man Loves A Woman - 3:52
2. Save Me - 4:22

## Altre cover
- 1966 - Spencer Davis Group nell'album 'Autumn '66 (Fontana Records – TL5359)
- 1966 - Esther Phillips, singolo (Atlantic Records – 584013); doppio album Set me free (Atlantic Records – 7 81662-1)
- 1966 - ?, Quando un uomo non sa amare, testo di Mogol, (Jolly Hi-Fi Records – J 20399x45); compilation del 2007 Tempi Beat Vol. 2 come Punto Interrogativo (On Sale Music – 52 OSM 081)
- 1967 - I Diavoli Neri, Quando un uomo ama una donna, testo di Ennio Cavelli (Equipe, EQ 0111) inserita nella compilation del 1996 Alto volume 2° 1967-1971 (Giallo Records, FS1016/2)
- 1967 - Pierfranco Colonna Quando un uomo non sa amare, testo di Mogol, (Ariston Records – AR/0196)
- 1967 - Fausto Leali, Quando ami una donna; album del 1996 Non solo blues (RTI Music – RTI 1112-2)
- 1968 - Bruno Castiglia e I Bisonti, Quando ami una donna; album del 1996 La carica dei Bisonti (Duck Gold – DGCD 173)
- 1968 - Don Backy nell'album Casa Bianca (Clan Celentano - ACC.LP.40009)
- 1973 - Jerry Lee Lewis nell'album Southern Roots (Mercury Records – SRM-1-690)
- 1979 - Bette Midler, singolo (Atlantic Records – 3643); album The Rose per il film The Rose
- 1996 - Kenny Rogers nel doppio album Vote for Love (On Q Music)
- 1991 - Michael Bolton, singolo (Columbia Records – 657488 7); album Time, Love & Tenderness (Columbia Records – 467812 1)